# Monumento aos Combatentes do Ultramar
O Monumento aos Combatentes do Ultramar é um monumento localizado junto ao Forte do Bom Sucesso, em Belém, Lisboa. Foi criado para homenagear todos os militares que combateram na Guerra de África (1961-1974), em defesa da Pátria. Criado, em 1991, por uma equipa  liderada pelo arquiteto Francisco José Ferreira Guedes de Carvalho. 
Foi inaugurado a 15 de janeiro de 1994 por Adriano Moreira e pelo general Altino de Magalhães, presidente da Liga dos Combatentes na altura. Desde esse ano, no dia 10 de junho, é ali realizada o Encontro Nacional de Combatentes.

## Descrição
O monumento é constituído por um lago com uma estátua no seu meio. No ano 2000, ao longo do Forte do Bom Sucesso, foram afixadas lápides onde figuram os nomes dos caídos no cumprimento do dever.

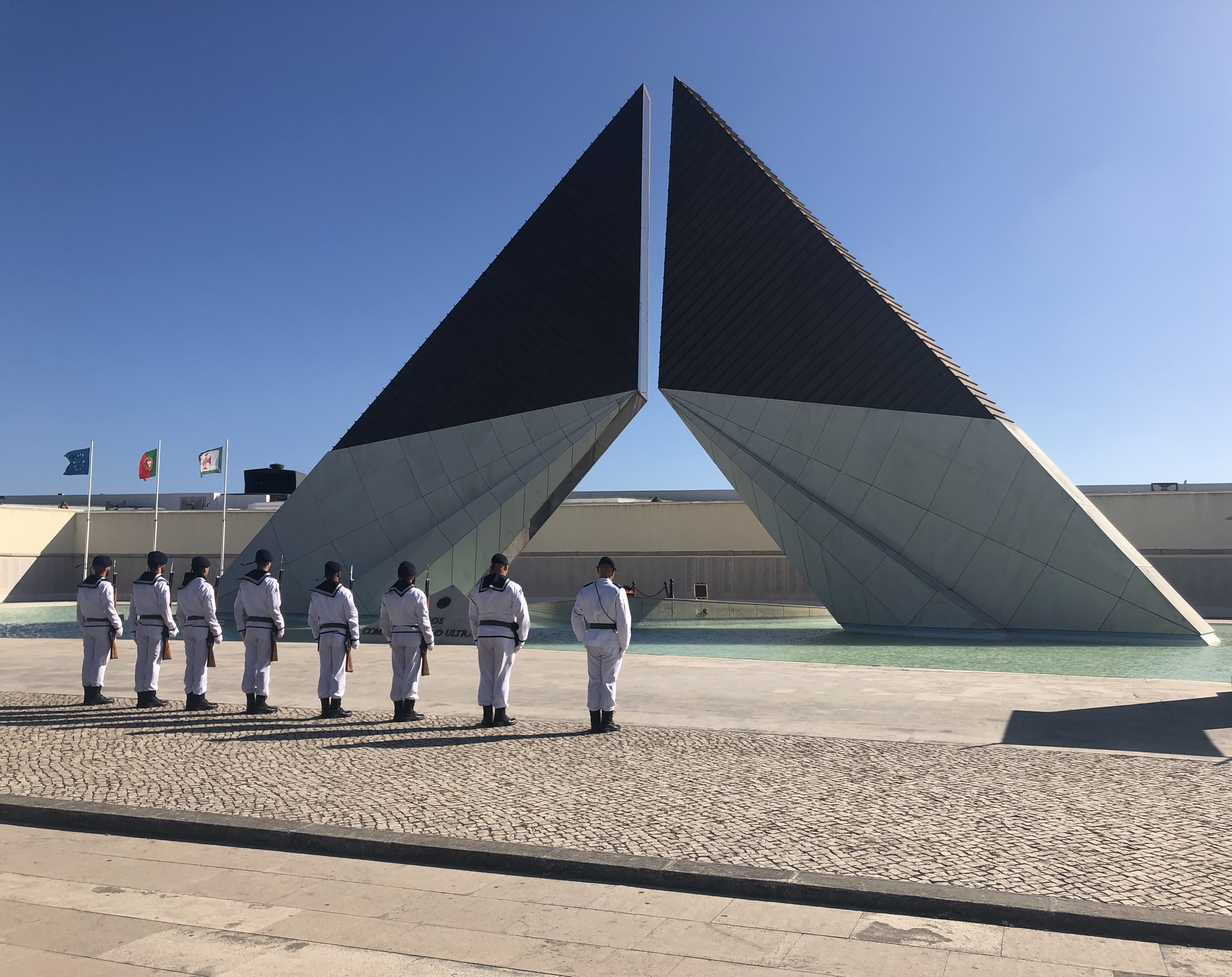
Cerimónia da Marinha diante do Memorial aos Combatentes da Guerra do Ultramar no dia 26 de julho 2019.